# Ernst Fuhrimann
Ernst Fuhrimann (* 28. Juni 1913; † unbekannt) war ein Schweizer Radrennfahrer und nationaler Meister im Radsport.

## Sportliche Laufbahn
Fuhrimann war im Bahnradsport aktiv. Er war Teilnehmer der Olympischen Sommerspiele 1936 in Berlin. In der Mannschaftsverfolgung wurde das Team der Schweiz mit Walter Richli, Werner Wägelin, Ernst Fuhrimann und Albert Kägi auf dem 6. Rang klassiert.
1935 gewann er mit seinem Verein die Meisterschaft in der Mannschaftsverfolgung. Er startete für den «Radfahrer-Verein Zürich».